# Esercito veneziano
L'esercito veneziano fu l'esercito della città di Venezia prima e della Serenissima Repubblica poi.
Inizialmente era costituito in massima parte da compagnie di ventura, ma a partire dal Cinquecento si andò a costituire un corpo di milizie territoriali, cernide e cranide, cui nel Settecento si aggiunse un nucleo di truppe regolari.
Sebbene meno famoso ed utilizzato rispetto alla marineria veneziana venne impiegato soprattutto nella conquista dei domini di Terraferma, nonché come strumento difensivo dell'entroterra.

## Il XV secolo: la conquiste terrestri, le guerre con Milano e la Prima Guerra d'Italia
Fino agli inizi del XV secolo la potenza veneziana era stata esclusivamente marittima, così che l'intera organizzazione militare dello Stato era stata incentrata sulla flotta e sui corpi militari ad essa legati: Arsenalotti, Schiavoni e Fanti da Mar.
A questo nucleo principale si andavano poi a sommare i corpi di cavalleria forniti dai domini marittimi: Stradioti, Cimarioti e Sfaxioti.
Fu solo la conquista dei Domini di Terraferma, rapidamente sviluppatasi agli inizi del secolo, a generare la necessità, per lo Stato veneziano, di dotarsi di un esercito terrestre. La soluzione, fu il massiccio ricorso a compagnie mercenarie, che garantivano un minor peso sulle finanze pubbliche, legato ai soli periodi bellici, e una certa affidabilità, se confrontati con la scarsa esperienza di Venezia nella guerra di campagna.
Il ricorso a truppe mercenarie poneva però contemporaneamente un problema legato alla possibile labile fedeltà delle stesse allo Stato. Se da un lato la potenza marittima e il completo controllo delle lagune garantivano la sicurezza contro eventuali colpi di mano, dall'altro affidare il controllo di un esercito mercenario ai membri del patriziato veneziano, oltre che non dare garanzie sull'abilità nella guerra terrestre, avrebbe potuto creare concentrazioni di potere estremamente pericolose per gli equilibri politici della Repubblica. Per tale ragione invalse l'uso, in tempo di guerra, quando si faceva massiccio il reclutamento di mercenari, di assegnare lo stesso titolo di Capitano Generale di Terraferma agli stessi capitani di ventura, assegnando ai nobili veneziani compiti di supporto e controllo sull'operato militare.

### Pandolfo Malatesta, Savelli e Galeazzo (1404-1405)
Nel 1404 Venezia entrò in guerra contro i Carraresi di Padova, che minacciavano i territori del Dogado e le vie commerciali da e verso l'entroterra. Il comando fu affidato a Pandolfo Malatesta, nominato Capitano Generale. Nel 1405 il comando venne trasferito a Paolo Savelli, che trovò però presto la morte nel tentativo di prendere Padova. Gli successe quindi nella carica di Capitano Generale Galeazzo Cattaneo de Grumello, sotto la cui guida venne infine conquistata la città patavina, ponendo fine alla signoria dei Carraresi.

### Carmagnola (1425-1432)
Nel 1425 la Repubblica nominò Capitano Generale Francesco Bussone, detto il Carmagnola, nella guerra contro i Visconti, conclusasi con la vittoria nella battaglia di Maclodio e la pace del 1428. Le ostilità ripresero nel 1431, quando venne chiamato al servizio di Venezia anche il condottiero Bartolomeo Colleoni. I gravi rovesci militari subiti dalle armate veneziane durante questo conflitto costarono però al Carmagnola prima l'arresto, l'8 aprile 1432, ed infine l'esecuzione, il 5 maggio dello stesso anno.

### Gattamelata (1434-1441)
Un nuovo Capitano Generale venne nominato nel 1434, nella persona di Erasmo di Narni detto Il Gattamelata, conducendo la guerra contro Milano fino al 1441.

### L'Attendolo (1441-1448)
Successe al Gattamelata il condottiero Michele Attendolo, già al servizio della Repubblica di Firenze contro Milano. Durante il suo comando operò sotto le insegne veneziane anche il capitano di ventura Scaramuccia da Forlì, distintosi nel 1436 nella liberazione di Brescia dall'assedio visconteo e nella liberazione di Cremona nel 1446. Dopo la breve pace stipulata nel 1447 coi Visconti, il riaccendersi del conflitto con la Repubblica Ambrosiana portò alla grave sconfitta nella battaglia di Caravaggio del 5 settembre 1448, contro le forze guidate dal cugino Francesco Sforza: tale sconfitta costò all'Attendolo la destituzione e il confino nella fortezza di Conegliano. Venezia, dal canto suo, si risollevò dalla sconfitta prima sostenendo lo stesso Sforza nel tentativo di acquisire il controllo di Milano, poi abbandonandolo repentinamente per firmare la pace con la Repubblica Ambrosiana.

### Il Malatesta (1449-1453)
Presto la Repubblica fu costretta a riprendere nuovamente le armi, affidandone il comando a Sigismondo Pandolfo Malatesta, Signore di Rimini, per sostenere Milano, minacciata dallo Sforza, che tuttavia riuscì, nel 1450 a rovesciare la Repubblica Ambrosiana e farsi proclamare Duca di Milano. Il conflitto si trascinò sino al 1453, quando un trattato con il nuovo duca milanese riportò i confini alle condizioni precedenti il conflitto.

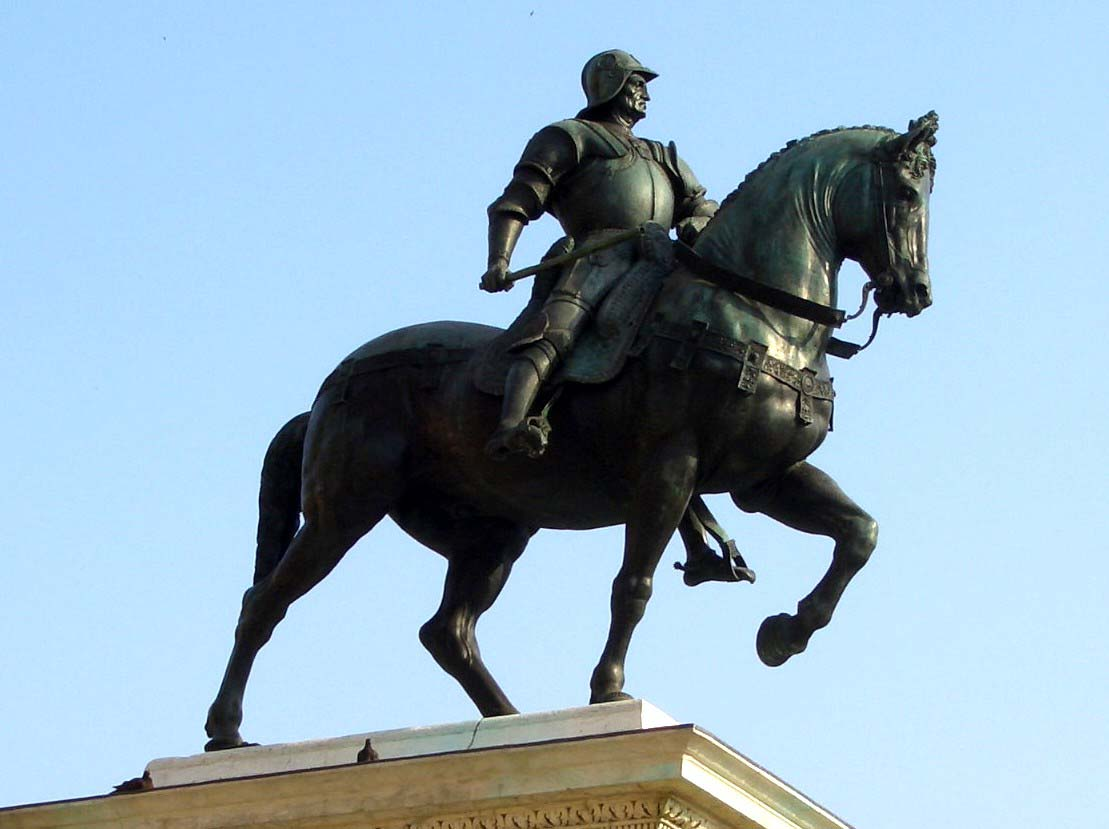
Statua di Bartolomeo Colleoni

### Il Colleoni (1453-1475)
Dal 1448 al 1451, Venezia si avvalse ancora del servizio del Colleoni, che, dopo essersi più volte destreggiato ora al servizio della Repubblica ora a quello degli Sforza, nel 1453 venne nominato a capo delle armate della Serenissima. La pace di Lodi firmata l'anno successivo, costrinse però il condottiero ad una lunga inattività, pur rimanendo al servizio di Venezia sino alla morte, nel 1475.

### Il Sanseverino (1482-1485 e 1487)
Nel 1482 la Repubblica entrò in conflitto con Ferrara nella Guerra del Sale, dichiarando guerra il 2 maggio 1482 e affidando al contempo il comando delle operazioni a Roberto di San Severino, nominato per l'occasione Luogotenente Generale e patrizio veneto, affiancato dal provveditore Antonio Loredan e da Damiano Moro, capitano della flotta.
Occupata Rovigo e il Polesine, il 6 novembre venne vinta la battaglia di Argenta e si procedette all'attraversamento del Po. Il 16 maggio 1483, di fronte alla defezione degli alleati pontifici, Venezia assoldò anche il duca Renato di Lorena, mentre nominava Antonio Giustinian Capitano Generale in Po, presto catturato, però, dai Ferraresi. Il conflitto si concluse con la pace di Bagnolo del 7 agosto 1484, che riconobbe l'occupazione del Polesine e di Rovigo.
Il Sanseverino abbandonò poi nel 1485 le armi di Venezia per passare sotto le insegne pontificie.
Rimasta fino a quel momento neutrale nei conflitti italiani, nell'aprile 1487 l'arresto di tutti i mercanti veneziani nelle terre dell'Arciducato d'Austria spinse la Repubblica al conflitto. Venne nominato Capitano Generale il condottiero Giulio Cesare da Camerino, affiancato dai provveditori Pietro Diedo e Girolamo Marcello. La caduta di Rovereto spinse però Venezia a destituire il da Camerino, richiamando in servizio Roberto Sanseverino, accompagnato dal figlio Antonio. Nonostante la riconquista di Rovereto, la sconfitta del 10 agosto presso il castello di Petra provocò una ritirata che costò la vita allo stesso Capitano Generale, nel corso dell'attraversamento dell'Adige. Tuttavia, le gravi perdite subite da parte loro anche dai Tedeschi, portarono alla stipula del trattato di pace il 13 novembre dello stesso anno.

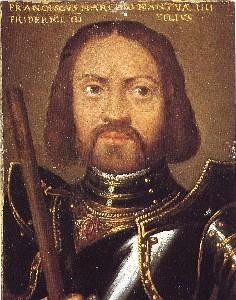
Francesco II Gonzaga

### Il Gonzaga (1489-1498)
Nel 1489 il comando venne affidato a Francesco Gonzaga, col quale venne condotta vittoriosamente la Prima Guerra d'Italia contro la Francia. Il Gonzaga lasciò il servizio di Venezia alla fine del conflitto, nel 1498, quando, dopo essere stato accusato della mancata cattura del re di Francia Carlo VIII durante la battaglia di Fornovo, passò al servizio dei nemici di Venezia.

## Il XVI secolo: la Seconda Guerra d'Italia, la Guerra della Lega di Cambrai e la prima riforma militare
Con la crescente minaccia costituita dai Turchi e dalle loro incursioni nei territori veneziani, spesso condotte con piccoli gruppi, molto mobili, la Repubblica rispose con la costituzione di milizie territoriali, in grado di essere rapidamente mobilitate e schierate. Così nel 1500 vennero istituite le craine della Dalmazia, milizie contadine rapidamente reclutabili in caso di necessità.
Le lunghe e difficili guerre oltremarine con l'Impero ottomano, però, oltre a rendere necessaria questa innovazione dell'organizzazione militare d'oltremare, avevano gravato pesantemente sulle casse dello Stato, già indebolite dalla crisi dei commerci orientali, presentando una Venezia fortemente indebolita in quello che stava per essere uno dei periodi più difficili della sua storia militare.

### Il Pitigliano (1498-1509)
Nel 1498 venne nominato Capitano Generale Niccolò Orsini di Pitigliano, che si trovò presto a dover condurre le armi della Serenissima durante la Seconda Guerra d'Italia, questa volta a fianco dei Francesi e contro il Ducato di Milano.
Nel 1509 esplose il più grande dei conflitti terrestri che coinvolsero Venezia: la Guerra della Lega di Cambrai, durante la quale Venezia dovette tener testa alle maggiori potenze europee (Francia, Impero e Spagna).
Il mancato supporto del Pitigliano alla retroguardia veneziana comandata dal cugino Bartolomeo durante la battaglia di Agnadello, nella fase iniziale del conflitto, causò a Venezia una sconfitta di tale portata da provocare la totale perdita della Terraferma e l'arretramento sino alle lagune.

### Il Gritti (1509)
Dopo la grave sconfitta, Venezia si stava apprestando a passare al contrattacco. Nominato Capitano Generale il patrizio Andrea Gritti, la Repubblica intraprese la faticosa opera di riconquista della Terraferma, iniziata con la presa di Padova.
Nel 1510 morì il Pitigliano, mentre Venezia si alleava con papa Giulio II contro Francesi e Tedeschi, entrando poi nel 1511 nella grande coalizione antifrancese della Lega Santa.

### Il d'Alviano (1513-1515)
Nel 1513, a seguito dell'ennesimo rovesciamento di alleanze che portò Venezia a schierarsi con la Francia, venne nominato Capitano Generale Bartolomeo d'Alviano, liberato dalla prigionia in cui era rimasto sin dai tempi di Agnadello.
Sotto il suo comando Venezia si scontrò duramente con le forze della Lega Santa, sino a conseguire la determinante vittoria nella battaglia di Marignano del 13 settembre 1515, che segnò in suo favore l'esito del conflitto. Il condottiero morì però durante l'assedio di Brescia il 7 ottobre dello stesso anno, ricevendo a Venezia esequie solenni.

### La creazione delle Cernide
Con decreto del 23 marzo 1593, l'organizzazione delle milizie territoriali venne ampliata ai Domini di Terraferma, con l'istituzione delle cernide. Tali corpi erano costituiti da contadini soggetti a periodici addestramenti militari e scelti ("cerniti" appunto) tra le popolazioni locali, per un totale di circa 30.000 uomini.
Queste forze potevano essere integrate, in caso di guerra, attraverso il ricorso a corpi mercenari.

## Il XVIII secolo: la creazione dell'esercito regolare
Durante la guerra di Morea, attorno al 1716, vennero assoldati alcuni reggimenti tedeschi e tre reggimenti svizzeri:
- Reggimento Salis,
- Reggimento Muller,
- Reggimento Stockar.

### Schulenburg e la riforma militare
Il 26 aprile 1729 venne approvata dal Senato la riforma militare proposta dal maresciallo conte Schulenburg.
Sulla base di tale riforma, l'esercito di terra risultava in tempo di pace così composto da 20460 uomini, ripartiti come segue:
| Fanteria | 18500 uomini                                                                                 |                                          |
| N°       | Tipo di unità                                                                                | Dimensioni                               |
| -------- | -------------------------------------------------------------------------------------------- | ---------------------------------------- |
| 12       | reggimenti di fanteria italiana (Veneto Reàl, II, III, IV, V, VI, VII, VIII, IX, X, XI, XII) | 9600 uomini                              |
| 4        | reggimenti presidiali di fanteria italiana (di Padova, di Verona, di Brescia, di Rovigo)     | 4000 uomini                              |
| 8        | reggimenti Oltramarini (schiavoni) di fanteria balcanica                                     | 5.000 uomini teorici, sovente molto meno |
| 3        | compagnie di veterani Benemeriti                                                             | 360 uomini                               |
| 3        | compagnie di fanteria italiana a presidio alla piazza di Palma Nova                          | 240 uomini                               |
| 5        | compagnie presidiali di fanteria greca per le piazze di Prevesa, Vonizza e Butrinto          | 300 uomini                               |

| Cavalleria | 1600 uomini                     |            |
| N°         | Tipo di unità                   | Dimensioni |
| ---------- | ------------------------------- | ---------- |
| 1          | reggimento di corazzieri        | 300 uomini |
| 1          | reggimento di dragoni           | 300 uomini |
| 2          | reggimenti di cavalleria croata | 600 uomini |
| 1          | reggimento di Cimariotti        | 400 uomini |

| Artiglieria | 200 uomini              |            |
| N°          | Tipo di unità           | Dimensioni |
| ----------- | ----------------------- | ---------- |
| 2           | compagnie di artiglieri | 200 uomini |

| Genio | 160 uomini                 |            |
| N°    | Tipo di unità              | Dimensioni |
| ----- | -------------------------- | ---------- |
| 2     | compagnie di minatori      | 80 uomini  |
| 2     | compagnie di travagliatori | 80 uomini  |

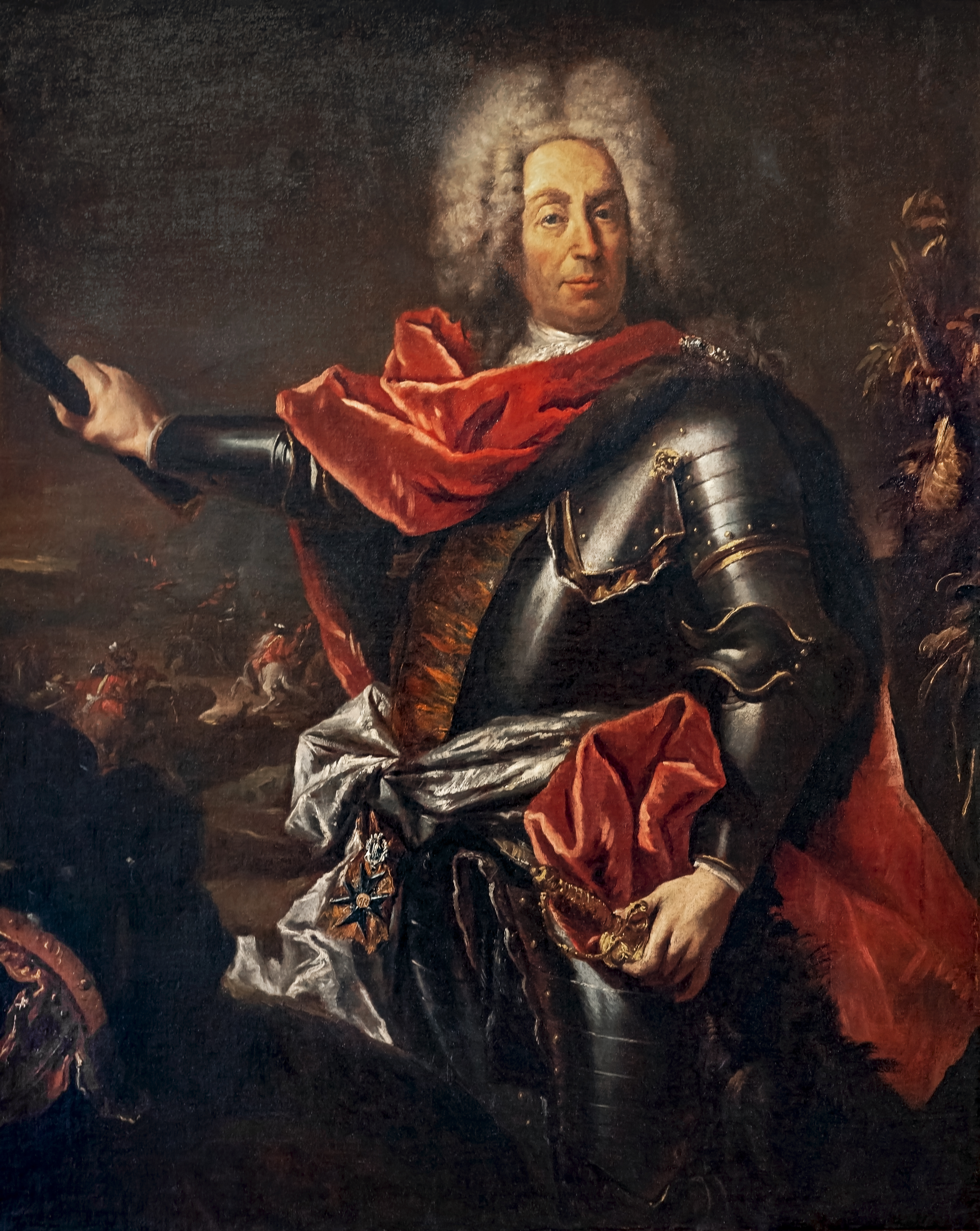
Il maresciallo Schulenburg in un ritratto del Guardi.

Lo Schulenburg morì a Verona nel 1749.
Nel 1759 venne inoltre creato a Verona un collegio militare per la formazione degli ufficiali.
Nel 1770 si costituì il Reggimento Veneto dell'Artiglieria.
Nel 1780 poi, l'esercito venne incrementato dalla creazione di un corpo di bombardieri di 500 uomini, cui, nel 1790 si sommarono due nuovi reggimenti (XIII, XIV) di fanteria italiana, portando così il totale delle forze di terra a 22560 uomini.
Non venivano calcolati in questo, poi, i corpi di carabinieri, lance spezzate e alabardieri che fungevano da guardia d'onore dei magistrati.
In caso di guerra il numero degli effettivi poteva essere incrementato, facendo leva sulle popolazioni delle province e sugli obblighi di forniture militari gravanti sulla nobiltà dei vari reggimenti, fino a 48000 uomini.
All'esercito si dovevano poi aggiungere le milizie territoriali, rappresentate dalle cernide di Terraferma (24000 uomini) e dalle cranide della Dalmazia. Inoltre erano sempre possibili le aggiunte di rinforzi provenienti dagli undici reggimenti di Oltremarini detti anche Schiavoni (circa 8800 uomini) e dalle compagnie di Arsenalotti. V'erano infine i contingenti di cavalleria oltremarina.
Alla fine della Repubblica lo strumento militare veneziano era ragguardevole per le medie italiane (forze il terzo esercito per dimensioni in Italia), ma non adeguato alle sfide delle guerre napoleoniche, in particolare risultavano sottodimensionate l'artiglieria da campagna, il genio e la cavalleria. I reggimenti di fanteria risultavano poi estremamente piccoli, maneggevoli certamente (dote utile in ambienti montuosi o nella guerra anfibia), ma poco pratici per gli scontri in pianura, specie contro i giganteschi reggimenti austro-ungarici (2.200-2.800 uomini circa a pieno organico) o con le mezze brigate francesi, parimenti molto mobili perché basati su battaglioni polifunzionali (con fanteria di linea, cacciatori e granatieri e capaci di combattere sia nelle schermaglie, che in linea, che in colonna d'assalto). Il corpo ufficiali era ben preparato a livello teorico, anche se le promozioni, in genere, erano concesse solo per anzianità; ed infatti gli ufficiali comandanti e superiori erano mediamente molto anziani, con pochi colonnelli privi di capelli bianchi o almeno brizzolati e numerosi ufficiali inferiori che invecchiavano senza alcuna possibilità di un avanzamento di grado. Inoltre il grosso del corpo ufficiali era occupato da nobili della terraferma o piccoli "aristocratici" slavi (più di "nobiltà di fatto" che di diritto), oltre a diversi stranieri (svizzeri, tedeschi), malgrado l'apertura di diverse iniziative pedagogiche la formazione degli ufficiali rimaneva chiusa in circoli esclusivistici. Questa limitazione di casta si traduceva anche in una limitazione al reclutamento e alla valorizzazione del talento e del merito. Tra gli ufficiali inferiori più giovani, poi, erano molto diffusi ideali illuministici e giacobini, oltre che l'infsofferenza dei sudditi della terraferma e dell'oltremare nei confronti della dominante, che si accompagnavano a desideri di modernizzazione militare, ma erano, comprensibilmente, mal visti dalla repubblica aristocratica. Dietro una facciata di forza vi erano quindi non poche debolezze. La repubblica, dopo il 1718, non pensò più di risolvere militarmente le proprie vertenze continentali, e solo saltuariamente mobilitò la flotta. Molti dei migliori armaioli ed inventori sudditi della repubblica iniziarono a lavorare per potenze straniere (soprattutto l'Austria), proprio perché il governo veneziano era poco interessato alla modernizzazione. Gli strumenti militari continentali veneziani, soprattutto dopo il 1748, erano quindi diminuiti sia in efficienza che in efficacia, mantenuti più che altro in funzione di ordine pubblico interno e di deterrenza verso l'impero Ottomano; questa contrazione non avvenne tanto in paragone con lo strumento militare del primo '700, quanto agli eserciti stranieri, specie di due potenze ostili come la Francia rivoluzionaria e l'impero asburgico, che disponevano a fine '700 di armate incomparabilmente più grandi, efficienti, addestrate, coese, comandate e meglio armate rispetto al secolo precedente.